# Boris Dimitrow
Boris Dimitrow (bulgarisch: Борис Димитров; * 21. Juli 1912; † unbekannt) war ein bulgarischer Radrennfahrer.

## Sportliche Laufbahn
Dimitrow startete bei den Olympischen Sommerspielen 1936 in Berlin im 1000-Meter-Zeitfahren. Er kam jedoch beim Sieg von Arie van Vliet nicht in die Wertung, da er beim Start stürzte.